# Eucereon maja
Eucereon maja är en fjärilsart som beskrevs av Druce 1884. Eucereon maja ingår i släktet Eucereon och familjen björnspinnare. Inga underarter finns listade i Catalogue of Life.